# 카디프 의회

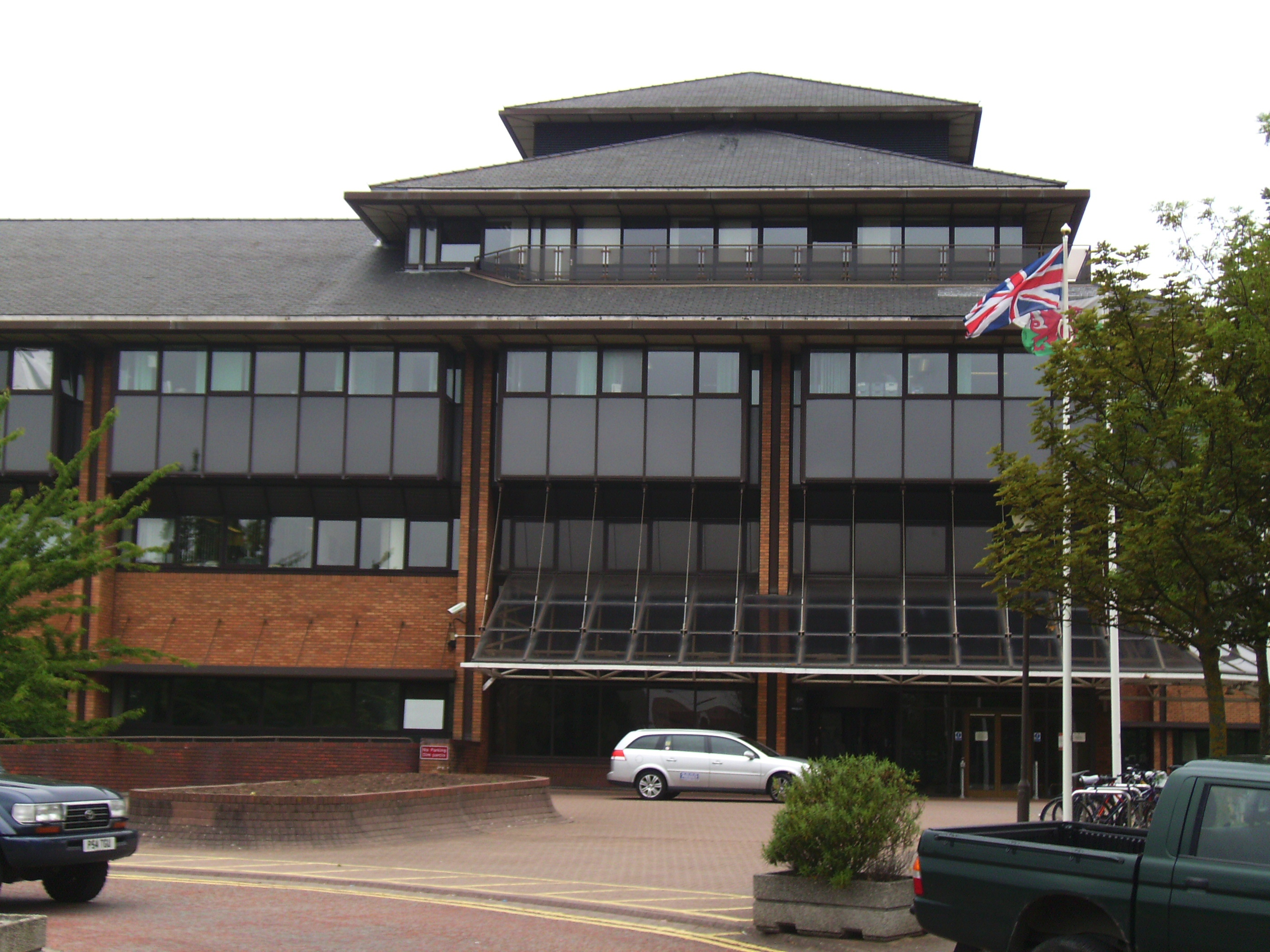
의회 입구

카디프 시 및 주의회 (County Council of the City and County of Cardiff, 웨일스어: Dinas a Sir Caerdydd)는 카디프의 행정부로, 웨일스의 주된 구역 중 하나이다. 의회는 75명의 시의원으로 구성되며, 29개 선거구를 대변한다. 정확히는 '카디프 시 및 주의회 (The County Council of the City and County of Cardiff)'라고 하거나 흔하게는 '카디프 의회 (Cardiff Council)'로 불린다. 가끔씩 문서나 표지판에서 '카디프 주의회 (Cardif County Counci)'로 오기되는 경우가 있으나 의회 문서상에서 다른 명칭 사용은 허용되지 않고 있다. 카디프 시와 주 자체는 보통 간단하게 '카디프'로 언급된다.
의회 지배권이 노동당에서 아무 정당도 의회 총지배권을 갖지 못한 것으로 바뀐 2004년 총선 이후, 로드니 버먼 시의원이 이끈 자유민주당은 소수당 정부를 이루었다. 자유민주당은 2008년 지방선거에 따라 가장 큰 비중을 차지하는 정당으로 남게 되었고, 웨일스 민족당과 정부를 이루었다.
2012년 노동당은 카디프 의회의 총지배권을 얻었고, 로드니 버먼 자유민주당 의회대표는 의석을 잃었다.

## 같이 보기
- 카디프 시청
- 카디프 주청
- 카디프 만
- 플랫 호움